# USS Massachusetts (BB-2)
La USS Massachusetts (BB-2) è stata una nave da battaglia classe Indiana statunitense, la quarta delle sette navi della marina americana intitolate al sesto stato federale.

## Storia
Progettata il 25 giugno 1891,fu la seconda corazzata di tipo moderno(pre-dreadnaght) degli Stati Uniti, varata due anni dopo, il 10 giugno 1893, divenne operativa il 10 giugno 1896, sotto il comando del capitano Frederick Rodgers. Fu utilizzata durante la guerra ispano-americana e nella prima guerra mondiale(con ruolo marginale data la sua obsolescenza).

### Impiego operativo
Venne impiegata dal 21 luglio al 1º agosto 1898 come supporto e scorta della flotta statunitense che sbarcò a Guánica, nella missione per l'occupazione di Porto Rico.